# گروس زانکت فلوریان
گروس زانکت فیان (به آلمانی: Groß Sankt Florian) یک منطقهٔ مسکونی در اتریش است که در دویچلندسبرگ واقع شده‌است. گروس زانکت فیان ۲۵٫۸۳ کیلومتر مربع مساحت دارد ۳۱۷ متر بالاتر از سطح دریا واقع شده‌است.